# シリル・ワイルド
シリル・ワイルド(英語: Cyril Hew Dalyrimple Wild,1908年4月10日 - 1946年9月25日)は、イギリスの会社員、軍人。1929年にオックスフォード大学のブレイズノーズ・カレッジを卒業して英陸軍に入隊、1931年にライジングサン石油の社員として日本に赴任し、1940年に軍隊に復帰。日本語力を評価され英印軍第3軍ルイス・ヒース司令官付参謀となる。1942年2月のシンガポールの戦いでは降伏の軍使となり、降伏交渉でマラヤ軍パーシバル司令官の通訳を務めた。英軍降伏後は日本軍の捕虜となり、通訳として捕虜収容所や泰緬鉄道の建設現場で日本軍との交渉にあたった。1945年8月の日本降伏後はマラヤ・シンガポールの戦犯調査に携わり、BC級戦犯を訴追。1946年9月東京裁判に証人として出廷し日本軍の非人道的行為について証言した。同月、シンガポールへの帰路、香港で飛行機事故により死去。享年38歳。

## 経歴

### 生立ち
1908年4月10日 イギリス・ロンドンの教区牧師の家に5人兄妹の3男として生まれる。
1927年にオックスフォード大学のブレイズノーズ・カレッジに進学し、文学を専攻。
1929年おじの紹介でロイヤル・ダッチ・シェルの子会社ライジングサン石油へ就職することを決める。同年7月、オクスフォードシャ・バッキンガムシャ歩兵連隊の第4大隊に入隊し訓練を受ける。

### ライジングサン社勤務
1930年、就職。子会社に移るまでの1年をロンドン市内のシェル石油の事務所で過ごす。同年、家族ぐるみで親しくしていたセリア・ウォーターハウスと婚約。
1931年夏、ライジングサン社の駐在員として日本へ赴任。当初名古屋市に住み、その後同社の本拠地があった横浜市に移る。
1935年8月、イギリスに一時帰国し、同年11月に婚約者セリアと結婚。1936年1月に夫人とともに横浜に戻る。
1936年7月、横浜市から東京麹町の英大使館近くに転居、日本語研修を受ける。東京滞在中にオックスフォード大学同窓会の日本支部に入会し、英国の外交官・軍関係者に知己を得る。東京での研修終了後、大阪事務所に配転となり、京都から通勤。後に神戸市に移る。

### 英陸軍復帰
1940年6月 要望していた英陸軍への復帰が決まり、帰英。当初北アイルランド駐屯の大隊に勤務。
1940年11月 日本語を話せたことから、情報将校兼通訳として在シンガポールの英印軍第3軍司令官ルイス・ヒース中将付参謀に大尉として転属される。
1942年2月15日 前年12月8日の日英開戦から2ヶ月余りで英軍の敗北は決定的に。ワイルドはマラヤ軍司令官パーシバル中将の要請で英軍降伏の条件を日本軍側に伝える軍使を務め、同日夕刻、降伏文書の調印式に出席してパーシバル中将の通訳を務めた。

### 日本軍占領下・捕虜時代

#### 捕虜収容所
1945年2月の降伏後、当初1週間ほどフォート・カニングに抑留された後チャンギーの捕虜収容所に移され、その間パーシバル中将・ヒース中将ら英軍の司令官・参謀将校との連絡将校、通訳を務めた。ワイルドはこの頃から、日本軍の捕虜の取扱いに戦争犯罪に該当する行為がないかを確認し、また連合軍捕虜から情報を収集していた。
1942年3月13日、チャンギーからリバーヴァレー通りの収容所へ移り、同年12月までの約8ヶ月間、リバーヴァレー通りとハヴェロック通りの合同収容所の副旅団長兼通訳、連絡将校として作業所の将兵に付き添った。
1942年12月、収容所の捕虜5,000人とともにチャンギーに戻る。チャンギーでは連合軍捕虜と日本軍の意思疎通の改善をはかり、結果1943年4月に至るまで平穏に過ごした。そこで、タイから病気に罹り後送されてきた捕虜から泰緬鉄道建設の過酷さについて聞いていたワイルドは、F隊とともにタイに行くことを決めた。

#### 泰緬鉄道建設
1943年4月、F隊の本部があったタイのニーケ(Neekey)に配属され、捕虜との連絡将校・通訳を務める。その後、捕虜の待遇改善を訴えて頻繁にニーケの馬来俘虜収容所第4分所長・坂野博暉中佐に抗議していたため、疎まれてS.W.ハリス中佐、ディラン中佐らとともにソンクライの第2収容所へ異動。
1943年12月、同年10月に泰緬鉄道が完成したため、F隊の生存者とともにチャンギーに戻る。以後終戦までをチャンギーで過ごす。

### 戦後・戦犯調査
1945年8月15日の玉音放送の後、ワイルドは136部隊のカナダ陸軍ボブ・スチュアート中佐らと合流、同年9月6日にチャンギーからグッドウッド・パーク・ホテルに置かれた東南アジア最高司令部情報支隊の前線本部に移り、戦争犯罪調査局Eグループに勤務して、復員前の連合軍捕虜・民間人抑留者および日本軍捕虜・関係者から戦争犯罪に関する証言・伝聞を聴取、自ら容疑者の逮捕・尋問にあたって重大事件約50件について証拠をまとめた。
1945年10月には、米軍マニラ裁判の公判前の山下奉文・元第25軍司令官に対して聴取調査を行っている。
1945年12月、英国に帰国、オックスフォードのボアズ・ヒルにあるセリア夫人の実家で過ごす。帰英後間もなくロンドンの戦争犯罪対策本部からマラヤでの任務継続の要請を受ける。
1946年2月、セリア夫人を帯同してシンガポールに帰任。大佐に昇級し、マラヤ・シンガポールにおける戦争犯罪連絡将校としてシンガポール・ペナン・クアラルンプールの3つの戦争犯罪調査チームを指揮。泰緬鉄道建設F隊事件について自ら証拠をまとめる。
ワイルドは170人余の戦犯容疑者を逮捕してシンガポール法廷に送致し、このうち5件の審理では自ら証人となって法廷で証言した。

### 東京裁判、事故死
1946年8月下旬から9月上旬、東京裁判での証言に先立ち、東京で戦犯調査を行い、米国の調査で見落とされていた26件の戦犯事件に関する日本軍の報告書を発見。報告書はいずれも、戦犯裁判での被告側の弁論と、予想される追及への反論の指針を示す内容だった。8月最終週には、報告書をもとにシンガポール華僑粛清事件の容疑者として元第25軍参謀杉田一次中佐を逮捕し、シンガポールへ送致している。
1946年9月、太平洋戦争の証人第1号として東京裁判に出席し、同月11日から19日まで9日間にわたり調査にあたった日本軍の戦争犯罪の内容について証言。
1946年9月25日、東京からシンガポールへ戻る途中、香港の啓徳空港で、搭乗した9:30発の空軍機ダコタが離陸直後に墜落し、死亡。享年38歳。墓は香港のハッピー・ヴァレー墓地にある。

## 泰緬鉄道建設F隊とワイルド
泰緬鉄道建設のための連合軍捕虜の派遣は、1942年5月14日濠軍A.L.ヴァーリ准将が率いるA隊3,000人のモウルメイン派遣に始まり、1942年10月から1943年3月までに、35,000人以上がチャンギーや他の収容所から建設現場に派遣されていた。1943年春には連合国がインド洋の制海権を掌握しつつあり、海上補給路の維持が困難になってきたため、泰緬鉄道の建設が急がれることになった。
1943年初、馬来俘虜収容所所長の有村恒道少将は、タイに派遣する捕虜7,000人を選ぶよう、チャンギーの捕虜の統率者に要請した。既に健康な者は派遣済みで、栄養不良により捕虜は皆弱っていたため、適当な者はいないと回答すると、有村中将は、移動先はシンガポールよりも食糧事情が良く、療養のためにも良いから移動するので、健康不良者に作業や行軍はさせない、日用品や機器類を携行してよい、食堂や病院、医療品も用意する等の条件を提示したため、約2,000人の健康不良者も含む捕虜7,000人のF隊が編成され、列車でシンガポールを出発した。
F隊に同行したワイルドは、実際にはタイのバンポンから先には移動手段もなく、携行品を放棄して300キロを徒歩で移動しなければならなかったこと、満足な食事も落伍者を受け入れる医療施設もなく、日本軍の下士官が捕虜に行軍させるために捕虜の健康状態を考慮せず、また抗議も無視して暴力を振るっていたことなどを記録していた。目的地となっていたタイとビルマの国境に近いジャングルに到着すると、捕虜収容所の建物は未完成で屋根がない状態だった。捕虜は健康状態に関わりなく材木の運搬、杭打ちなどの建設作業に従事させられ、過酷な作業のほかにケガやマラリヤ・赤痢などの感染症、日本軍の暴力に脅かされ続ける毎日だった。
1943年7月、ソンクライの第2収容所からM.T.L.ウィルキンソン中佐ら10余人が脱走する事件があり、8月下旬にビルマの村に辿り着いた4人が逮捕され、各地の収容所を引き回された上でF隊司令部のあるニーケへ連れ戻され、処刑されることになった。このとき処刑の立会いのためニーケに出向くよう指示されたワイルドは、状況を察して坂野中佐に面会し、脱走者を処刑しないよう抗議した。
坂野中佐は処刑を中止した。逮捕された4人は翌1944年6月の軍事法廷で「(逃走中に死亡した)ウィルキンソン中佐にそそのかされた」として有期刑となり、オートラム刑務所に数ヶ月収監された後、健康上の問題を理由に出所を許された。

## 山下将軍の尋問
1945年10月23日、ワイルドはアメリカ軍の戦犯裁判を待っていた山下奉文・元第25軍司令官に聴取調査を行うため、マニラへ飛び、同月28日に山下への尋問を行った。ワイルドがマレー作戦の作戦中・作戦後に日本軍が犯した残虐行為について詳細を説明すると、山下は証拠には触れずに「一切知らない」として否認、強い調子で犯罪をなじり、残虐行為に責任のある師団とその責任者の名前を挙げた。
ワイルドは、山下が揮下の部隊の残虐行為について敢えて尋ねなかったのは頷ける話だとし、日本軍の降伏後、上級将校は下級将校を簡単に売り、下級将校は上級将校ほかに罪を着せようとすることがわかったため、山下が名前を挙げたことを伝えて、戦犯裁判にかけると脅かして師団長を尋問すれば、より直接的な責任を持つ部隊と責任者の名前を明らかにできるだろう、検察側は司令官が知らないといっても指揮下の部隊が犯した残虐行為にたいする責任が免除されるものではないと主張するだろう、と報告している。

## シンガポール華僑粛清事件
1946年8月下旬から9月上旬にかけて東京で行った調査で、ワイルドは、それ以前の米国の調査で見落とされていた26件の日本軍の報告書を見付けた。その中に、俘虜関係調査中央委員会第4班がまとめた「シンガポールにおける華僑処罰に関する調書」と題した「秘密」扱いの文書があった。その内容はシンガポール華僑粛清事件への軍の関与をいかにして誤魔化すかを検討したものだった。
報告書をまとめたのは元第25軍参謀・杉田一次中佐だった。ワイルドは個人的にも杉田が中国系住民の殺害に関与していたことを知っていたため(後述)、1945年8月の最終週に巣鴨プリズンへ行き、華僑殺害への関与の容疑で杉田を正式に逮捕し、軍用機でシンガポールへ送致した。
1946年9月10-11日、東京裁判でワイルドは、シンガポール陥落後の1942年2月22日にニュービギン准将の通訳として日本側代表の杉田一次参謀と交渉した際に、英軍側が100名以上の中国系住民がチャンギーの収容所の外の海岸で機銃掃射によって殺されたことと英軍捕虜が死体の埋葬作業を命令されたことについて抗議し、今後中国系住民の殺害や部下の死体埋葬への使役を行わないことを申し入れた際に、杉田参謀が「是等の華僑は悪い人間である、であるからして彼等を射殺したのである」「我々は何時でも悪い奴が見つかったならば、こちらの欲する時に射殺するのである」と答えた、と証言した。
しかし1946年9月にワイルドが死去すると、華僑粛清事件の裁判が始まる前に、杉田は釈放され、検察側の証人となった。

## 評価
彼自身が軍人としてシンガポールでの敗戦に遭い、捕虜となり、虐待と劣悪な処遇による多数の死者を出した泰緬鉄道の建設現場にも行き、捕虜の待遇に抗議して日本軍側から暴力を受けたこともあると伝えられている。そのため、日本側からは、彼自らが「復讐の鬼になる」と豪語したなどとも吹聴され、英軍のBC級戦犯裁判は残虐な復讐裁判だったと主張されることも多い。しかし、実際にシンガポールでの戦犯裁判で日本人弁護士として活動した中村武は、裁判について異なる印象の証言をしている。中村によれば、裁判は概ねフェアに感じられ、裁判官も検察官も和やかで、とくに弁護士は英米人は法曹家を尊敬しているので紳士として扱われたといい、また、判決を受けた日本人戦犯の意見も（量刑について）「安かった」「相当だ」「まあ、こんなものだろう」という意見が多かったとしている。

## ワイルドが調査に関わった主な戦犯事件
- アレクサンドラ病院事件
- 昭南オートラム刑務所事件
- 昭南陸軍刑務所事件
- シンガポール華僑粛清事件
- セララン兵営事件
- 双十節事件
- 泰緬鉄道建設捕虜虐待事件
- パリットスロン事件
- リマウ作戦 [67]